# Fjeder
En fjeder er et fleksibelt elastisk objekt, der anvendes til at oplagre mekanisk potentiel energi. Fjedre er typisk fremstillet af fjederstål, men andre metaller og materialer med passende egenskaber ses også anvendt, i ældre tid træ og nu plastic.
Fjedre konstrueres forskelligt, afhængigt af om de fortrinsvis skal optage træk eller tryk. Inden for den klassiske mekanik beskrives fjederens egenskaber ved Hookes lov, hvor hver fjeder er karakteriseret ved en fjederkonstant.
De mest almindelige fjedertyper
- Bladfjeder – hvis der er flere fjederlameller, holdes de sammen med dragebånd
- Hydraulisk fjeder – oftest kombineret med støddæmpning
- Pneumatisk fjeder – hvor fjedervirkningen sker ved at en luftart presses sammen i en lukket "sæk" eller i en cylinder med stempel
- Skruefjeder – i både cylindriske og koniske udgave med hver deres fjederkarakteristik
- Spiralfjeder – som ethvert barn der har skilt et gammelt mekanisk vækkeur ad, vil kende ...
- Torsionsfjeder – hvor fjedringen sker ved at en stang med fastholdte ender vrides

Fjedre anvendes i næsten alle slags mekaniske konstruktioner, f.eks.:
- Anvendelse af fortrinsvis store fjedre:
  - Biler
  - Hestevogne
  - Jordskælvssikring af bygninger
  - Togvogne
- Anvendelse af fortrinsvis mellemstore fjedre:
  - Cykelsadler og -stel
  - Dørhåndtag, dørlåse
  - Fjedervægte
  - Sengebunde og springmadrasser
  - Optrækkelige legetøjsbiler
- Anvendelse af fortrinsvis små fjedre:
  - Elektriske relæer, kontakter og omskiftere
  - I kontakter (afbrydere), i lamper (i lampesoklen), i telefongaflen, i speedometre
  - Printere
  - Ure med mekanisk værk (spiralfjeder) – armbåndsure, lommeure, stueure m.fl.